# Eunice rousseai
Eunice rousseai är en ringmaskart som beskrevs av Jean Louis Armand de Quatrefages de Bréau 1866. Eunice rousseai ingår i släktet Eunice och familjen Eunicidae. Inga underarter finns listade i Catalogue of Life.